# Полоцька губернія
Полоцька губернія — губернія Російської імперії, проіснувала близько 20 років.

## Історія
Полоцька губернія була утворена невдовзі після першого поділу Речі Посполитої 4 вересня 1776 року із Вітебської, Двинської і Полоцької провінцій (Псковської губернії). З метою урівняння повітів Білоруських губерній щодо простору і населення, 22 березня 1777 року було зроблено новий поділ повітів Могильовської і Полоцької губерній; в складі останньої було утворено 11 повітів.
У 1778 році (10 січня) був виданий штат Полоцького намісництва, а в 1796 році (12 грудня) Полоцька губернія разом з Могильовською були з'єднані в одну Білоруську губернію.

## Адміністративно-територіальний поділ
- Веліжський повіт
- Вітебський повіт
- Городоцький повіт
- Дрісенський повіт
- Динабургський повіт
- Лепельський повіт (з 1793 року)
- Люцинський повіт
- Невельський повіт
- Полоцький повіт
- Режицький повіт
- Себезький повіт
- Суразький повіт

## Керівництво

### Генерал-губернатори
- У 1776—1782 роках Чернишов Захар Григорович
- У 1782—1796 рр. Пасек Петро Богданович

### Правителі намісництва
- 1778—1782 рр. Ребіндер Іван Михайлович
- 1783—1784 рр. Ланськой Михайло Родіонович
- 1784—1792 рр. Лунін Олександр Михайлович
- 1793—1794 рр. Нєклюдов Сергій Васильович
- 1794—1796 рр. Лопатін Михайло Петрович